# Olsénite
L'olsénite est un minéral naturel de formule KFe4(PO4)3, identifié dans un matériau naturel en 2022, date à laquelle lui a été attribuée sa désignation minérale officielle.

## Histoire
L'olsénite a été identifiée pour la première fois dans la nature par des scientifiques de l'Université de l'Alberta. Ces derniers l'ont identifié dans un échantillon de 70 grammes prélevé sur la météorite El Ali. L'olsénite est nommée d'après Edward J. Olsen (1927-2020), ancien conservateur de la minéralogie et des météorites au musée Field de Chicago.
L'identification de ce minéral a été faite par Andrew Locock, chef du laboratoire de microsonde électronique de son université. Locock a également identifié le premier spécimen naturel d'élaiite et d'elkinstantonite, sur la même météorite au cours de recherches effectuées en collaboration avec l'Université de Californie à Los Angeles (UCLA) et  l'Institut technologique de la Californie (CalTech).
L'avenir de la météorite El Ali, d'un poids de 15 tonnes et qui a attiré l'attention de la communauté scientifique en 2020, est incertain car elle aurait été vendue et expédiée en Chine.